# 青毛歩道橋
青毛歩道橋（あおげほどうきょう）は、埼玉県久喜市に所在する埼玉県道153号幸手久喜線にかかる歩道橋である。

## 概要
この青毛歩道橋は埼玉県道153号幸手久喜線（通称：幸手新道・久喜新道）の歩道橋として久喜市立青毛小学校と青葉公園を結ぶように整備された橋である。また、この橋の階段は「7段 - 休み場 - 5段 - 休み場 - 3段」となるように設計されており、床面には中央部に久喜市の木であるイチョウの葉が、休み場には星座が描かれている。描かれているイチョウや星座は久喜市の発展を願うと同時に、子供たちに未来への夢を抱いてもらえるよう考案されたものである。このように橋の階段が7段・5段・3段となっているため、「七五三橋（しちごさんはし）」または「七五三歩道橋（しちごさんほどうきょう）」とも称される。この他、橋の欄干には夜間に青色に発光する星座のパネルが設置されている。この星座のパネルを受け、かつて『日本の歩きかた』などのテレビ番組やメディアなどでたびたび取り上げられてきた。このような歩道橋であったが、2021年（令和3年）2月に竣工した橋梁修繕工事（青毛歩道橋補修工事）により、星座のパネルや現地の案内板は撤去され、床面は緑色単色（一部黄色）の塗装面となった。明かりとして橋梁内にはLED照明が設置された。